# Ribeira do Carvalhal
A Ribeira do Carvalhal é um curso de água português, localizado na freguesia açoriana do São João, concelho das Lajes do Pico, ilha do Pico, arquipélago dos Açores.
Tem a sua origem a cerca de 600 metros de altitude. O seu percurso drena a vertente Sul do Cabeço do Évora e parte do Cabeço do Meio.
Atravessa zonas de forte povoamento florestal onde existe uma abundante floresta endémica típica da Laurissilva característica da Macaronésia. Desagua no Oceano Atlântico próxima da Silveira, na Baía da Água Velha.